# Sherwin Vries
Sherwin Vries (* 22. März 1980 in Walvis Bay) ist ein ehemaliger namibisch-südafrikanischer Leichtathlet, der über die Sprintdistanzen antrat.
Er nahm an den Olympischen Spielen 2000 in Sydney für Namibia teil. Seit 2003 startete er für Südafrika. Mit der 4-mal-100-Meter-Staffel gewann Vries bei den Leichtathletik-Afrikameisterschaften 2006 in Bambous die Silbermedaille. Gleiches gelang ihm mit der Staffel bei den Afrikaspielen 2007.

## Persönliche Rekorde
- 100 m: 10,08 s (+1,3 m/s), 11. April 2003, Durban
- 200 m: 20,20 s (−0,5 m/s), 4. April 2003, Pretoria
- 4 × 100 m: 38,98 s, 25. März 2006, Melbourne